# أندرو باسي
أندرو باسي (بالإنجليزية: Andrew Bussey)‏ هو راكب الكنو أمريكي، ولد في 5 فبراير 1979.

## وصلات خارجية
- أندرو باسي على موقع أوليمبيديا (الإنجليزية)